# Scotty Moore
Winfield Scott "Scotty" Moore III (født 27. december 1931 i nærheden af Gadsden, Tennessee, død 28. juni 2016) var en amerikansk guitarist og medlem af Rock and Roll Hall of Fame.
Scotty Moore lærte fra familie og venner at spille guitar i otte-års alderen. Moores indspilningsdebut kom i 1954, da han medvirkede på en single med Doug Poindexter & the Starlite Wranglers for Sam Phillips og Sun Records. 5. – 6. juli samme år, ligeledes på Sun Records, spillede Moore og bassisten Bill Black sammen med Elvis Presley på hans legendariske gennembrudssingle "That's All Right", en af de allerførste rock and roll-indspilninger.
Fra februar 1955 og til november samme år turnerede Elvis Presley sammen med sit band. De kaldte sig The Blue Moon Boys og bestod af Elvis Presley, vokal og rytmeguitar, Scotty Moore, leadguitar, Bill Black, bas og D.J. Fontana, trommer. Bandet blev opløst da Sun solgte Elvis' kontrakt.
Moore fik en lang og succesfuld karriere sammen med Presley og medvirkede på nogle af de mest velkendte Elvis-numre, blandt andet "Good Rockin' Tonight", "Baby Let's Play House", "Heartbreak Hotel", "Mystery Train", "Hound Dog", "Too Much", "Baby I Don't Care" og mange, mange flere.
I 1960'erne udgav Moore et solo-album med navnet The Guitar That Changed the World.

## Links
- Scotty Moores officielle hjemmeside
- Scotty Moore på Allmusic
- Scotty Moore på Discogs
- Scotty Moore på MusicBrainz